# Inteligencia operacional
Inteligencia Operacional (Operational Intelligence u OI, en idioma inglés) es una forma de análisis dinámico de negocios, en tiempo real el cual nos trae una mayor visibilidad y comprensión en el sentido de las operaciones de negocios. Las soluciones de Inteligencia operacional realizan análisis de consulta contra transmisiones en vivo y datos de eventos para traernos información procesable en tiempo real. Esta información en tiempo real puede actuar de forma variada, donde por ejemplo se pueden enviar alertas o tomar decisiones de ejecución usando paneles de control.

## Propósito
El propósito de OI es monitorear las actividades empresariales e identificar y detectar situaciones de ineficiencias, oportunidades y amenazas. Algunos autores definen la inteligencia operacional de un evento centrados en un enfoque de entrega de información que faculta a las personas a tomar mejores decisiones. OI ayuda a cuantificar:
- La eficiencia de las actividades de negocios.
- Cómo la infraestructura de IT y de eventos no esperados afectan las actividades de negocios (cuellos de botella, fallas del sistema, eventos externos a la compañía, etc.)
- Cómo la ejecución de actividades de negocios contribuyen a obtener ganancias o pérdidas.

Esto es archivado observando el progreso de las actividades de negocios y computando muchas métricas en tiempo real usando estos eventos de progreso y publicando estas métricas en uno o más canales (por ejemplo, que pueda mostrar en un panel las métricas en forma de tablas o gráficos, un programa autónomo pueda recibir estas actualizaciones y a su vez afinar la configuración del proceso en tiempo real, también el correo, el celular, y sistemas de mensajerías que puedan notificar a los usuarios, entre otros). Se pueden poner umbrales para estas métricas con el objetivo de crear notificaciones o nuevos eventos.
En adición, estas métricas actúan como punto de inicio para análisis adicionales (profundización en detalles, análisis de causa raíz, atando anomalías a transacciones específicas de la actividad de negocios).
Sofisticados sistemas de IO también proveen la habilidad de asociar metadatos con métricas, pasos de procesos, canales, etc. Con esto, se vuelve fácil obtener información relacionada, por ejemplo, extraer información sobre el contacto de la persona que administra la aplicación que ejecutó el paso en la transacción empresarial que tomó un 60% de tiempo más de lo normal, o ver la tendencia de aceptación o rechazo para el cliente que fue denegado en esta transacción, así como lanzar la aplicación que interactuó con este paso del proceso.

## Características
Distintas soluciones de inteligencia operacional pueden usar diferentes tecnologías y ser implementadas de muchas maneras. En esta sección se listan algunas de las características comunes entre ellas:
- Monitoreo en tiempo real.
- Detección de situaciones en tiempo real.
- Paneles con información en tiempo real para diferentes tipos de usuarios.
- Correlación de eventos.
- Paneles de datos especializados.
- Análisis multidimensional.
  - Análisis de causa raíz.
  - Series temporales y análisis de tendencias.

## Componentes de tecnología
Las soluciones de inteligencia operacional comparten muchas características, y por lo tanto también comparten componentes tecnológicos. Esta es una lista de algunas de las componentes tecnológicas que generalmente se encuentran en estas soluciones y la característica que aportan:
- Business Activity Monitoring (BAM) o Monitoreo de Actividad de Negocios: Personalización y configuración de paneles.
- Complex Event Processing (CEP) o Procesamiento de Eventos Complejos: Análisis avanzado y continuo de información y datos históricos en tiempo real.
- Business Process Management (BPM) o Administración de Procesos de Negocios: Para realizar modelos impulsando la ejecución de políticas y procesos definidos como Business Process Model and Notation (BPMN) o Modelo y Notación del Proceso de Negocios.
- Plataforma de metadatos para modelar y enlazar eventos a recursos.
- Publicaciones y notificaciones multicanales.
- Base de datos dimensionales.
- Análisis de causa raíz.
- Colección de eventos multiprotocolo.

La inteligencia operacional es un segmento del mercado relativamente nuevo (comparado con los más maduros: inteligencia de negocios y segmentos de administración de procesos de negocios). En adición a las compañías que producen productos dedicados y centrados a esta área, hay numerosas compañías en áreas adyacentes que proveen soluciones con algunos componentes OI.
La inteligencia operacional nos brinda información al alcance de las manos, habilitándonos a tomar decisiones más inteligentes con el objetivo de maximizar el impacto. A través de la correlación de una gran variedad de eventos e información tanto de flujos actualizados como de datos históricos almacenados, la inteligencia operacional ayuda a las organizaciones a ganar visibilidad de información en tiempo real en varios contextos, a través de paneles avanzados e información en tiempo real sobre el rendimiento y el correcto funcionamiento de negocios para poder tomar acciones inmediatas basadas en políticas y procesos de negocios. La inteligencia operacional aplica los beneficios del análisis en tiempo real, alertas y acciones en un amplio espectro de casos a través y más allá de la empresa en si.
Un segmento de tecnología específico es AIDC (Automatic Identification and Data Capture) que se traduce como Identificación Automática y Captura de Datos representado por códigos de barra, RFID y reconocimiento de voz.

## Comparación con otras tecnologías o soluciones

### Inteligencia de Negocios
OI es relacionada o comparada con inteligencia de negocios o inteligencia de negocios en tiempo real, en el sentido de que ambos ayudan a darle significado a gran cantidad de información. Pero existen algunas diferencias básicas: OI es principalmente centrado en actividades mientras que BI es principalmente centrado en datos (como con la mayoría de las tecnologías, cada una de estas pudiera ser adaptada para realizar las tareas de la otra). OI es, por definición en tiempo real, diferente a BI el cual es tradicionalmente después del hecho y basado en reportes centrados en el reconocimiento de patrones, y contrario a tiempo real, BI se basa exclusivamente en una base de datos como fuente de eventos.

### Administración de sistemas
Principalmente refiere a la disponibilidad y capacidad de monitoreo de una infraestructura IT. Disponibilidad de monitoreo se refiere al monitoreo del estado de los componentes de la infraestructura IT tales como servidores, enrutadores, redes, etc. Esto usualmente implica hacer ping o tratar de localizar la componente y esperar a recibir una respuesta. Capacidad de monitoreo usualmente se refiere a transacciones sintéticas donde la actividad de los usuarios es imitada por programas especializados y la respuesta recibida es verificada por exactitud.

### Procesamiento de eventos complejos
Existe una fuerte relación entre procesamiento de eventos complejos de empresas e inteligencia operacional, especialmente desde que CEP es reconocido por muchas compañías OI como un componente núcleo de soluciones OI. Las compañías CEP tienden a centrarse solamente en el desarrollo de una plataforma CEP para otras compañías con el objetivo de usarla dentro de sus organizaciones como un motor CEP puro.

### Monitoreo de actividad de negocios oBusiness Activity Monitoring(BAM)
Es un programa que ayuda en el monitoreo de procesos de negocios ya que estos procesos están implementados en sistemas de computadoras. BAM permite comprender las operaciones que se llevan a cabo dentro del entorno corporativo en tiempo real, identificando posibles nuevos escenarios que requieran de tomas de decisiones. Las herramientas de BAM implementan nuevos indicadores y refuerzan los existentes, para mantener de forma adecuada el nivel de desempeño y la eficiencia de cada proceso. Business Activity Monitoring proporciona facilidades en el seguimiento de las transacciones que se llevan a cabo apoyando a los procesos activos mediante sistemas y aplicaciones que detectan posibles contratiempos. La principal diferencia entre BAM y OI parece ser en detalles de implementación, detección de situaciones en tiempo real aparecen en BAM y OI y a menudo es implementada usando CEP. Además, BAM se centra en modelos de procesos de alto nivel donde OI en cambio se basa en la correlación para inferir una relación entre diferentes eventos.

### Business process management (BPM) o Administración de procesos de negocio
Es el entorno de ejecución donde uno puede realizar ejecuciones de políticas y procesos basadas en modelos definidos como modelos BPMN. Como parte de la suite de inteligencia operacional, una suite BPM puede proveernos de la capacidad de definir y administrar políticas en toda la empresa, aplicar las políticas a eventos, y luego tomar una acción de acuerdo con las políticas predefinidas. Una suite BPM también provee la capacidad de definir políticas de declaraciones “if/then” y luego aplicar las mismas a eventos.